# Halma

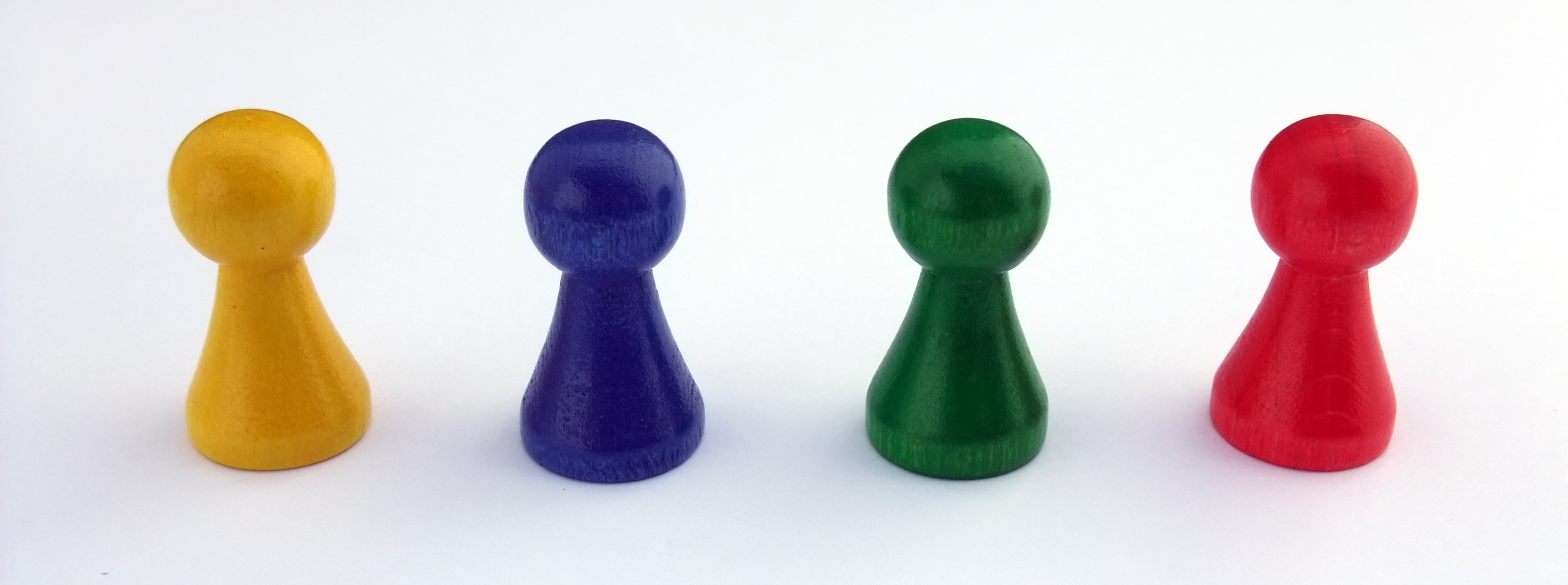
Pedine di Halma

Halma, anche alma, (dal greco: "salto") è un gioco da tavolo inventato nel 1883 o 1884 dal chirurgo plastico americano George Howard Monks e ispirato al gioco inglese Hoppity.
Il gioco consiste in un tavoliere di 16 x 16 e in due o quattro serie di pezzi (bianchi e neri per due giocatori o colorati per quattro).
Due o quattro giocatori dispongono le loro pedine agli opposti angoli della tavoliere. Lo scopo del gioco è portare tutti i propri pezzi all'angolo opposto; in ogni turno i giocatori spostano un proprio pezzo in un quadrato adiacente libero, oppure salta uno o più altri pezzi (proprio o altrui) in sequenza, uno alla volta.
Halma ha ispirato Stern-Halma (in tedesco: "halma a stella") rinominato successivamente, per ragioni commerciali, in dama cinese.